# Peter Latz

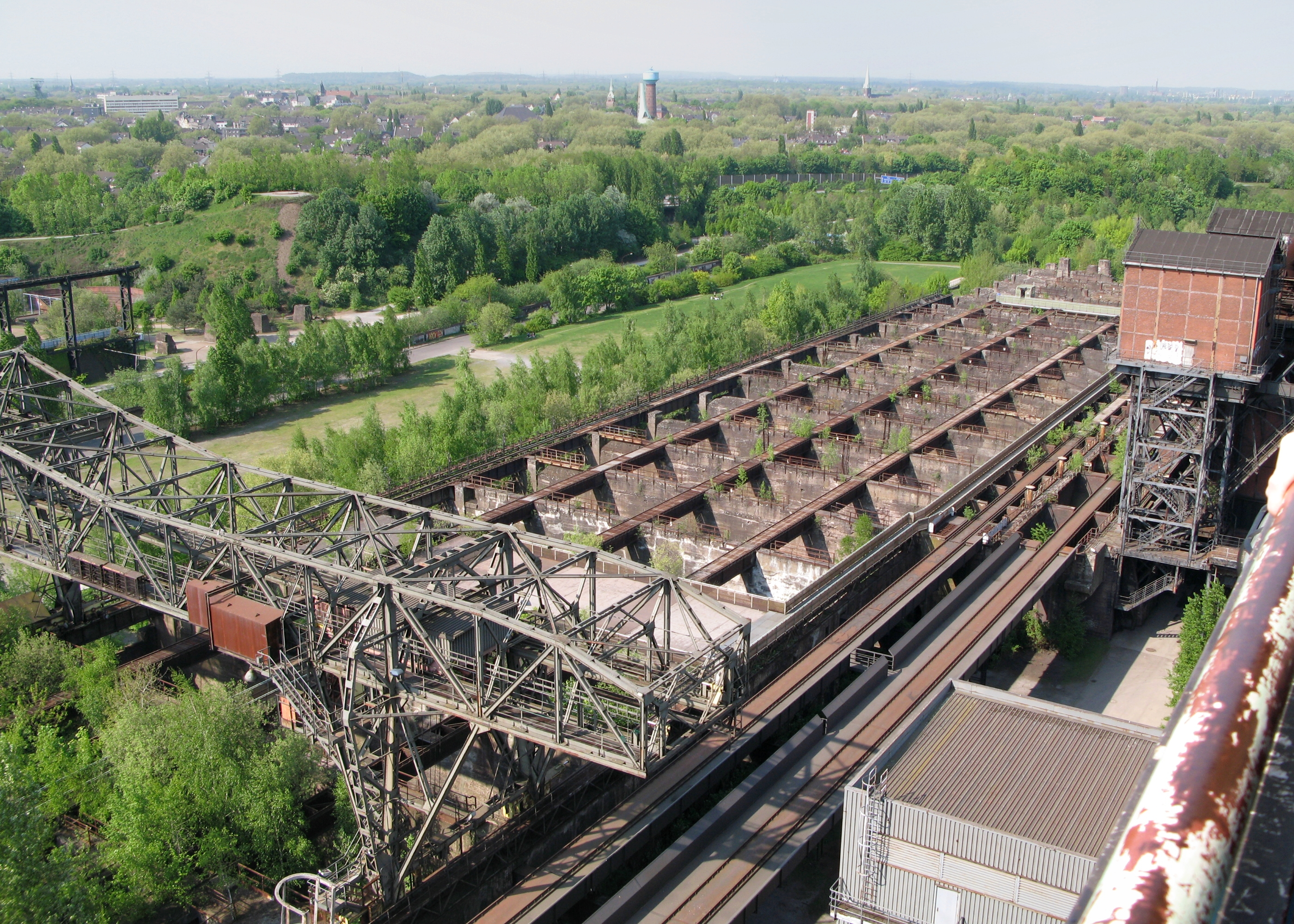
Krajinný park Duisburg-Nord – Blok zásobníků

Peter Latz (* 19. října 1939) je německý zahradní architekt a profesor přednášející krajinářskou architekturu na Technické univerzitě v Mnichově. Je známý zejména díky důrazu, který klade na rekultivaci a přeměnu bývalých průmyslových krajin. Je mimořádným profesorem na Pensylvánské univerzitě ve Filadelfii a rovněž hostujícím profesorem na Harvard Graduate School of Design. V současnosti je v důchodu.
V předmluvě pro knihu Vizionářské zahrady od Ernsta Cramera Latz poznamenal, že všechno z krajinářské architektury by mohlo být použito v abstraktních pravidlech. "Krása přírody spočívá v podstatě a vlivu rostlin a materiálů."

## Životopis
Peter Latz se narodil v Darmstadtu a vyrůstal v Sársku v rodině německého architekta Heinricha Latze. Po absolvování střední školy studoval krajinářskou architekturu na Technické univerzitě v Mnichově a po získání diplomu v roce 1964 nastoupil na čtyřleté postgraduální studium v oboru územního plánování na Institutu pro rozvoj měst a územní plánování Rýnsko-vestfálské technické univerzity v Cáchách.
V roce 1968 založil společně s manželkou Anneliese v Cáchách ateliér krajinářské architektury. Ve stejném roce jej společně s Herbertem Kuskem otevřeli i v Saarbrückenu pod názvem Latz + Partner. Roku 1970 založil společně s architekty Schmitzem a Dillingenem ateliér SLS pro interdisciplinární strategické územní plánování, systémové plánování a krajinářskou architekturu, který vedl až do roku 1976. Latz dál pokračoval v praxi krajinářské architektury a územního plánování, spolupracoval přitom s různými architekty, sociology a ekonomy.
V roce 1968 začal Peter Latz učit jako odborný asistent na Akademii architektury v Maastrichtu. Roku 1973 se stal řádným profesorem krajinářské architektury na Univerzitě v Kasselu a v roce 1983 byl jmenován profesorem na Fakultě architektury a územního plánování Technické univerzity v Mnichově. Do důchodu odešel v roce 2008.

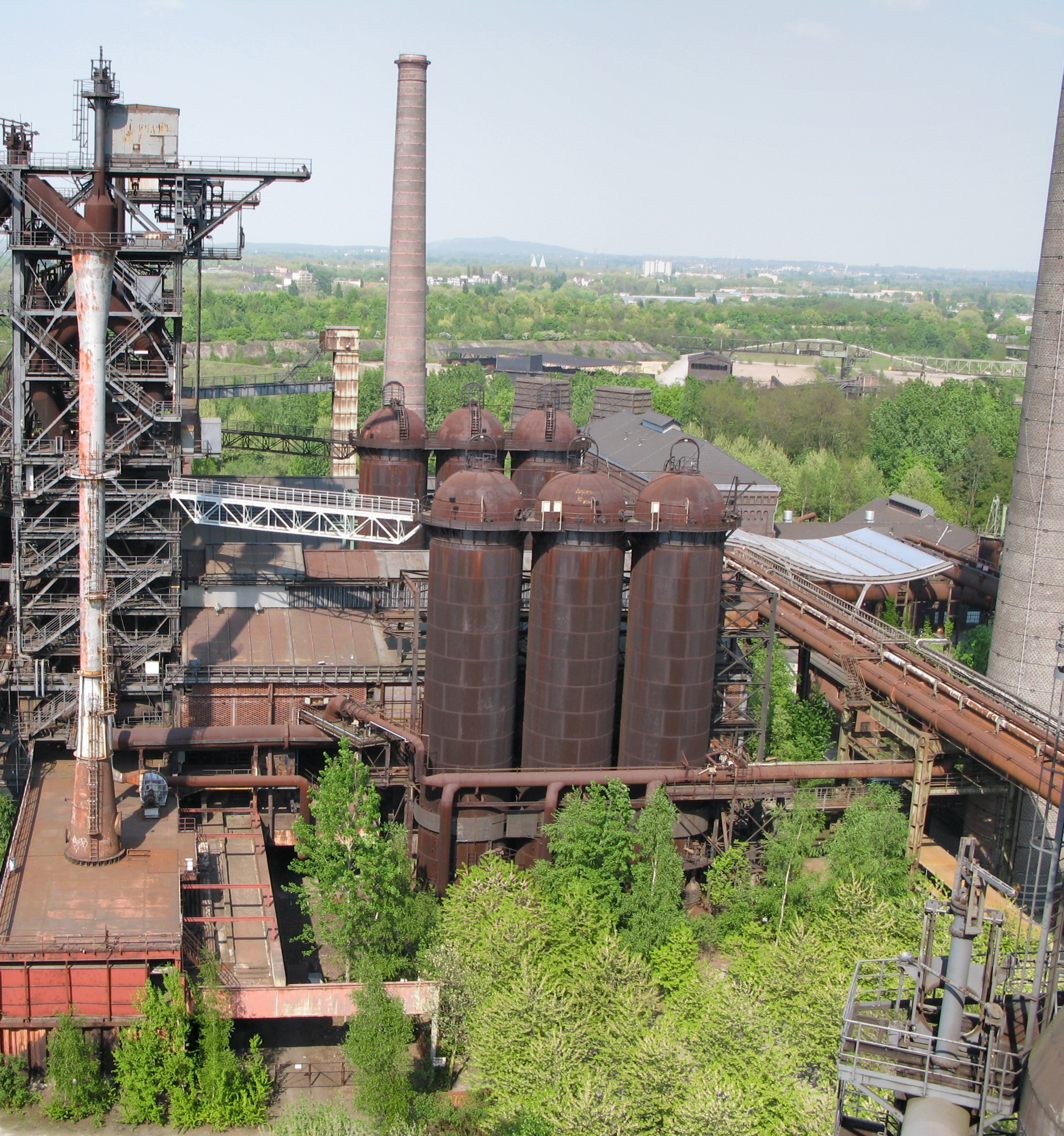
Krajinný park Duisburg-sever Pohled na vysokou pec

## Dílo
Mezi nejznámější projekty Petera Latze patří Landschaftspark Duisburg-Nord, veřejný industriální park v Duisburgu v Porúří. Pozemek o rozloze 230 ha byl dříve velkou ocelárnou. Po jejím uzavření v roce 1985 zde zůstal znečištěný areál. Proto byla v roce 1991 vypsána mezinárodní architektonická soutěž na návrh industriálního parku. Soutěž vyhrála se svým územním plánem pro celou oblast kancelář Latz + Partners a byla následně pověřena vypracováním projektu. Architekt Latz se rozhodl zachovat hlavní budovy a začlenit je do postmoderní krajinářské architektury. Znečištěnou půdu se rozhodl „léčit“ pomocí fytoremediace. V areálu byla vysázena řada dřevin a vytvořeny rozličné zahrady. Jeho součástí jsou i živé ploty, partery, boskety a jezírka. Landschaftspark Duisburg-Nord je úspěšný projekt rekultivace, protože se změnil vztah, který měli lidé k stávajícímu místu. Díky tomuto projektu je Peter Latz, vedle amerického krajinářského architekta Richarda Haaga, považován za jednoho z mezinárodních průkopníků na poli rekultivace bývalých průmyslových krajin.

## Ocenění

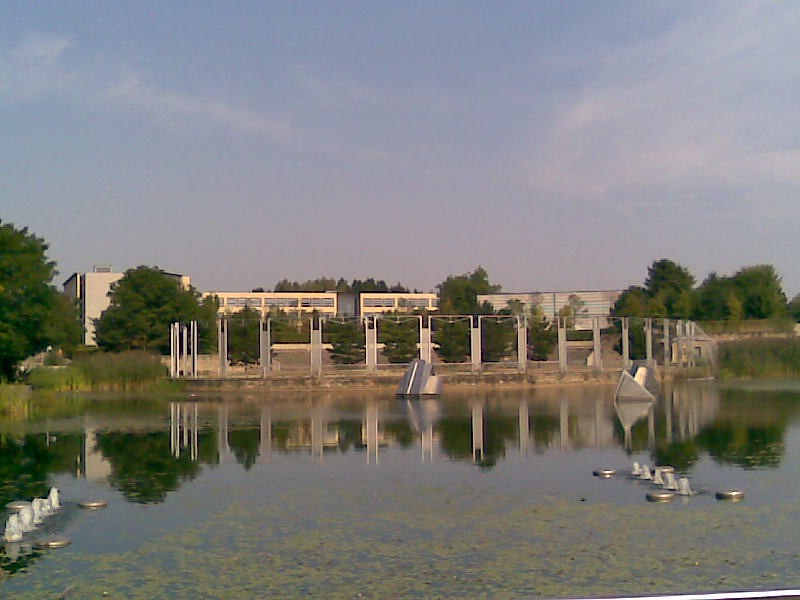
Plateau de Kirchberg, Luxemburg

- 2000 První evropská cena za zahradní architekturu Rosa Barba v Barceloně za projekt krajinného parku Duisburg-sever (Landschaftspark Duisburg-Nord)
- 2001 Velká medaile urbanismu Akademie architektury v Paříži
- 2005 Cena za krajinářskou architekturu organizace EDRA (Výzkum environmentálního designu) v Edmondu, USA za projekt krajinného parku Duisburg-sever
- 2010 Cena Green Good Design za průkopnickou práci v krajinářské architektuře
- 2013 Krajinářská cena TOPOS Landscape Award – Mezinárodní revue pro krajinářskou architekturu a navrhování měst ocenila Petera Latze „za jeho mezinárodně uznávanou celoživotní práci“.
- 2014 Vyznamenání Friedrich-Ludwig-von-Sckell-Ehrenring udělené Bavorskou akademií krásných umění

## Vybrané projekty

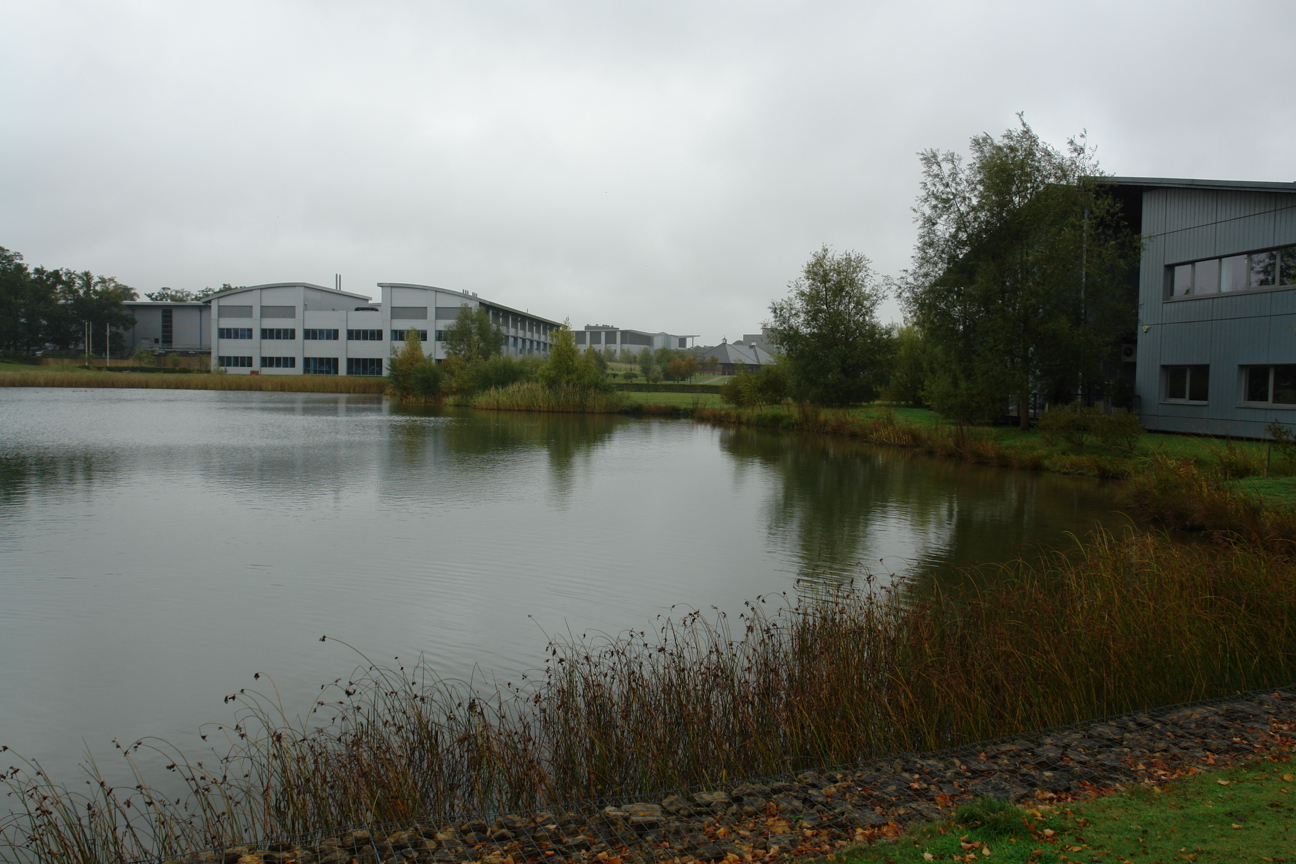
Jezero v Granta Parku nedaleko Cambridge

- Univerzita Marburg a univerzitní nemocnice v Marburgu (1976–1985)
- Občanský park Hafeninsel, Saarbrücken (1980–1989)
- 5 zahrad pro gardenshow BUGA 1985 v Berlíně, „Zelené domy“, Berlín – Britz (1981–1985)
- Technická univerzita Mnichov, Institut pro krajinu a botaniku (1986–1988)
- Granta Park, Cambridge (1997)
- Město vědy Ulm, univerzitní okrsek západ (1988-201)
- Frankfurtský zelený pás Frankfurt nad Mohanem (1990–1992)
- Krajinný park Duisburg-sever (1990–2001)
- Plateau de Kirchberg, Lucemburk (1990–2008)
- Ateliér, dům a zahrada v Ampertshausenu nedaleko Kranzbergu v okrese Freising (1991– dodnes)
- Pěší zóna v Melsungenu v okrese Schwalm-Eder (1996)
- Mlžná zahrada na Mezinárodním festivalu zahrad v Chaumont-sur-Loire (1998)
- Parco Dora, Turín (od 2004)
- Rekultivace skládky Hirija, Park Ajalon, Tel Aviv (od 2004)